# Entosthodon californicus
Entosthodon californicus là một loài Rêu trong họ Funariaceae. Loài này được (Sull. & Lesq.) H.A. Crum & L.E. Anderson mô tả khoa học đầu tiên năm 1955.